# Jerzy Adamowicz
Jerzy Adamowicz (ur. 20 stycznia?/2 lutego 1908 w Mińsku, zm. wrzesień 1939) – polski zoolog, malakolog.
Po ukończeniu gimnazjum w Mińsku studiował pod kierunkiem prof. Jana Grochmalickiego w latach 1930–1934 nauki przyrodnicze  na Uniwersytecie Poznańskim. W roku 1936 uzyskał stopień magister filozofii w zakresie zoologii i anatomii porównawczej.
Od 1933 był demonstratorem, a po uzyskaniu stopnia magistra starszym asystentem w Zakładzie Zoologii Uniwersytetu Poznańskiego. Współpracował z prof. Janem Grochmalickim, Antonim Jakubskim i Kazimierzem Simmem.
Prowadził badania faunistyczno-ekologiczne nad mięczakami na Polesiu. Prowadził badania nad pijawkami występującymi na terenie Wielkopolski, lecz działania wojenne zniszczyły przygotowaną pracę do druku.
Zginął przy próbie przejścia z Generalnego Gubernatorstwa na teren ZSRR we wrześniu 1939.